# Avia B.135
El  Avia B.135  era un caza monoplano de ala baja cantilever fabricado en Checoslovaquia después de la ocupación alemana del país. Era un desarrollo del prototipo del caza Avia B.35. Algunos ejemplares fueron comprados y utilizados por las fuerzas aéreas búlgaras.

## Historia y desarrollo
Después de la ocupación alemana de Checoslovaquia y en el entonces llamado Protectorado de Bohemia y Moravia el diseñador aeronáutico de la firma Avia, František Novotný y su equipo prosiguieron bajo supervisión del Reichsluftfahrtministerium (RLM) , el desarrollo del tercer prototipo del caza Avia B.35 , el B.35/3 cuyo primer vuelo había tenido lugar en junio de 1939.
El nuevo caza conservaba el fuselaje, motor y tren de aterrizaje retráctil del B.35/3 al que se añadieron una ala rediseñada totalmente metálica, con el borde de ataque recto y ligeramente aflechado y el borde de fuga curvo. Este nuevo tipo recibió la designación Avia B.135, y por el RLM como Av 135.1; estaba propulsado por el motor fabricado bajo licencia Avia HS 12Ycrs y una hélice bipala Letov y armado con un moteur-canon Hispano-Suiza HS.404 (montado entre los bloques de cilindros del motor, disparando a través del eje hueco y el buje de la hélice) y dos ametralladoras ZB vz. 30 de 7,92 mm. Comenzó sus vuelos de prueba en agosto de 1939, después de ser antes exhibido en el Salón de l'Aéronautique en el Palais du Centenaire, Bruselas, en julio de 1939. Las pruebas fueron consideradas muy satisfactorias y se inició la preproducción construyendo 2 unidades más, las Av 135.2 y 135.3 que solo se diferenciaban en el reemplazo del cañón HS.404 por el Ikaria MG FF .
Pilotos de evaluación búlgaros habían volado el B.35/2 en noviembre de 1939, y, en junio de 1940, visitaron de nuevo la fábrica Avia y volaron el B.35/3 alias Av 135.1 con marcas alemanas (esvástica en la cola y registro D-IBPP), quedando muy satisfechos con las prestaciones del nuevo caza. La Real Fuerza Aérea de Bulgaria ya operaba con cazas biplanos Avia B.534 ; por ello, como complemento y renovación de ellos se firmó un contrato con Avia para la compra de doce Av 135, repuestos para ellos y 62 motores HS 12Ycrs; este número de motores era necesario ya que los búlgaros pretendían construir 50 cazas adicionales bajo licencia en la factoría aeronáutica estatal DSF (Darschawna Samoletna Fabrika) bajo la designación DAR 11 Lyastovitsa (Golondrina) sita en Lovech. Los componentes de la docena de aviones construidos por Avia se enviaron en febrero de 1942 y en el verano de 1943 se terminaron de montar en Lovech; los aviones están armados solamente con dos ametralladoras ZB vz. 30 de 7,92 mm, el suministro del cañón se aplazó y nunca se materializó.
Con respecto a la construcción de las cincuenta unidades programadas, la poco especializada industria búlgara no pudo organizar la fabricación de un avión tan moderno. Por otro lado, los planes para una mayor producción por parte de Avia del Av 135 fueron cancelados por el RLM, que, también interrumpió las entregas de motores después de haber enviado 35 unidades y el programa de construcción bajo licencia fue cancelado. A cambio, a los búlgaros se les ofreció primero la entrega de los Dewoitine D.520 y más tarde el Bf 109G
La docena de aparatos fueron asignados a la Escuela de pilotos de combate en Dolna Mitropolia. No se conocen acciones de combate, salvo la acaecida el 30 de marzo de 1944, cuando cuatro Avia Av 135 de dicha escuela realizando un vuelo de entrenamiento de rutina aproximadamente a una altitud de 8.000 m al sureste de Sofía se encontraron con un grupo de Consolidated B-24 Liberator que regresaban a su base italiana después de una misión de bombardeo de las refinerías petrolíferas de Ploiești a través del espacio aéreo de Bulgaria. Algunas fuentes dan crédito al teniente Yordan Ferdinandov por el derribo de un bombardero esa mañana. Según el erudito Miroslav Bílý, ese día, los cuatro cazas Avia Av 135, liderados por el capitán Atanasov, participaron en el derribo del bombardero. Según el informe del teniente Ferdinandov, el avión derribado se estrelló en un área entre Tran y Breznik .

## Especifiacaciones
Referencia datos: http://forum.valka.cz/topic/view/1160/Avia-B-135

### Características generales
- Longitud: 8,50 m
- Envergadura: 10,85 m
- Altura: 2,60 m
- Superficie alar: 17 m²
- Peso vacío: 2.063 kg
- Peso máximo al despegue: 2.462 kg
- Planta motriz:  lineal V12 Hispano Suiza 12Ycrs.
  - Potencia: 641 kW (860 HP; 872 CV) cada uno.
- Hélices: hélice bipala de metal ajustable en tierra Letov Hd-43

### Rendimiento
- Velocidad nunca excedida (Vne): 535 km/h a 4.000 m
- Velocidad crucero (Vc): 460 km/h
- Alcance: 950 km
- Techo de vuelo: 9.500 m
- Régimen de ascenso: 810 m/min 13,5 m/seg

### Armamento
- Ametralladoras: 2× ZB vz. 30

- Cañones: 1× MG FF (la instalación del cañón nunca se materializó)

## Aeronaves similares
- Curtiss P-40 Warhawk
- Fairey Fantôme/Féroce
- Hawker Hurricane
- Morane-Saulnier M.S.406
- Rogožarski IK-3